# The Ravenous
The Ravenous var ett amerikanskt death metal-band, som var aktivt mellan 1997 och 2004. Bandets låttexter belyser bland annat skräck, blodsorgier och nekrofili.

## Medlemmar
- Dan Lilker – basgitarr (1997–2004)
- Chris Reifert – trummor, gitarr, sång (1997–2004)
- Killjoy (Frank Pucci) – sång (1997–2004; död 2018)
- Danny Coralles – gitarr (2000–2004)
- Clint Bower – gitarr (2000–2004)

## Diskografi
Studioalbum
- 2000 – Assembled in Blasphemy
- 2003 – Blood Delirium

EP
- 2002 – Three on a Meathook